# Pam Pabanzin
Pam Pabanzin (em persa: پم پبنزين, também romanizada como Pam Pabanzīn) é uma aldeia do distrito rural de Nasar, no condado de Abadan, na província de Khuzistão, Irã.